# Gazeta Sportowa
Gazeta Sportowa (пол. Спортивна газета) — польськомовний тижневик, що виходив від 20 червня 1900 до вересня 1901 року у Львові (на той час Австро-Угорщина). Газета була першим польськомовним інформаційно-публіцистичним виданням, присвяченим всім тогочасним спортивним дисциплінам. Редактором і видавцем був Казім'єж Гемерлінґ.